# Кроминская (Вологодская область)
Кроминская — деревня в Череповецком районе Вологодской области.
Входит в состав Абакановского сельского поселения, с точки зрения административно-территориального деления — в Абакановский сельсовет.
Расстояние по автодороге до районного центра Череповца — 41 км, до центра муниципального образования Абаканово — 2 км. Ближайшие населённые пункты — Еремеево, Михайлово, Селище, Погорелка, Алексино.
По переписи 2002 года население — 17 человек.